# جيريمي هال
جيريمي هال (بالإنجليزية: Jeremy Hall)‏ (11 سبتمبر 1988 تامبا الولايات المتحدة - ) هو لاعب كرة قدم أمريكي يلعب كلاعب وسط.

## روابط خارجية
- جيريمي هال على موقع الاتحاد الدولي (مؤرشف)  (الإنجليزية)
- جيريمي هال على موقع الدوري الأمريكي (الإنجليزية)
- جيريمي هال على موقع قاعدة بيانات كرة القدم.إي يو (الإنجليزية)
- جيريمي هال على موقع ناشيونال فوتبول تيمز (الإنجليزية)
- جيريمي هال على موقع Soccerway.com (الإنجليزية)
- جيريمي هال على موقع AS.com (الإسبانية)